# PZL P.11

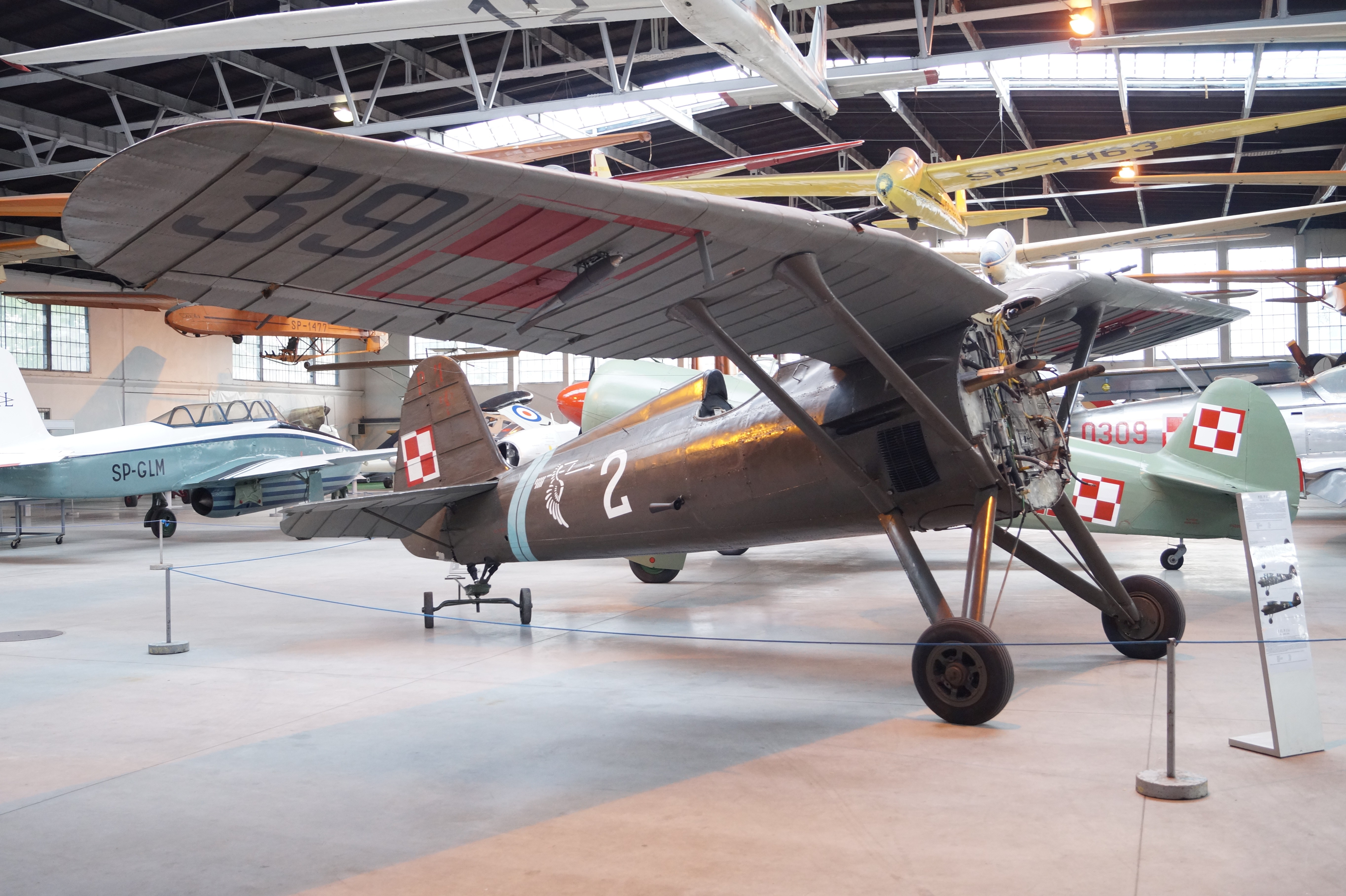
Pzl P.11

PZL P.11은 1931년 기존의 Pzl P.7의 후계기로 개발을 시작하여, 1933년 처녀비행을 했다. 1939년엔 구식이었지만, 여전히 현역이었으며, 폴란드 침공 당시 폴란드 공군 주력전투기로 소모됐다.

## 갈매기 날개를 가진 금속제 전투기
1926년에 바르샤바 폴리텍을 졸업한 폴란드의 항공기 설계자 지그문트 푸와프스키(Zygmunt Puławski)은 1929년에 자신의 첫 작품인 P.1을 개발했다. 복엽기가 비행기의 대부분을 차지하고 있던 그 시절, 푸와프스키가 발표한 이 금속제 단엽기는 당시로서는 매우 선진적인 것이었다. 동체에 높이 붙은 고익 배치된 주날개는 그가 고안한 특징적인 갈매기날개(Gull Wing)을 채택하고 있어서 구조강도가 높으면서도 기존의 복엽기를 몰던 조종사보다 양호한 시야를 얻을 수 있었다. 이듬해에는 P.1의 설계를 발전시킨 P.6를 공개했는데, 이 기체는 영국에서 새로 들여온 브리스톨 주피터 VI FM 공랭식 성형 엔진을 탑재하여 그 높은 성능으로 세계적인 주목을 받게 되었다. 그럴수 밖에 없는 것이, 그때까지도 이른바 항공 선진국이라 불리던 영국, 미국, 프랑스, 이탈리아, 독일조차도 기존의 목제 혼합 구조의 복엽 전투기를 사용하고 있었던 것이다.

젊은 천재가 고안한 새로운 단엽 날개 구조는 그의 이름을 따서 "푸와프스키 윙" 또는 "폴란드 날개"라고 불리게 되었고, 미국에서는 렉스 B. 비젤(Rex Buren Beisel : 1893~1972) 같은 엔지니어가 이 날개에 깊은 인상을 받고 연구를 이어나가 훗날 F4U 콜세어 같은 걸작 전투기를 탄생시켰다. 푸와프스키는 시제기에 그치지 않고 새로운 개량형으로 주피터 VII F 엔진을 가진 P.7을 개발했는데, 이것은 150대가 PZL(Państwowe Zakłady Lotnicze : 국립 항공창)에서 생산되어 폴란드 공군에 채용되었다. 이 전투기가 배치됨에 따라, 폴란드 공군은 전금속제 전투기만으로 구성된 세계 최초의 공군으로 거듭날 수 있었다.

## P.11a
푸와프스키는 P.7에서 더 나아가 개량을 진행했다. 새로운 기체는 더 큰 고출력 엔진을 탑재하여 P.11이라고 명명되었다. 원형기는 1931년에 이미 첫 비행을 시작할 수 있었지만, 폴란드로서는 실로 불행하게도 개발자 푸와프스키는 자신이 설계한 비행정 P.12를 직접 시험비행하다가 추락 사고를 당해 요절해버렸다. P.11의 프로토타입은 몇 가지 다른 엔진이 시험되었지만, 첫 실용형이 된 P.11a에는 575마력짜리 브리스톨 머큐리 IV S2 공랭식 엔진이 탑재되어 있었다. 폴란드는 이 엔진의 면허 생산권을 구입해 자체 생산한 것을 사용했다. 그전부터 푸와프스키의 우수한 설계에 깊은 관심을 보이고 있던 루마니아 공군은 P.11a를 가장 먼저 구입하는 고객이 되어 1933년부터 배치가 시작했고, 폴란드 공군은 1934년까지 주문한 30대를 넘겨받았다. P.7을 운용하고 있던 공군이 모처럼 얻은 수출 기회를 놓치지 않도록 인도 분량을 양보한 덕분이었다. 그 대신 515마력 놈-론 미스트랄 9Krsd 공랭 엔진을 가진 P.11a를 50대 조달하기로 계약했다.

## 개량
첫 번째 파생형이 된 P.11b-K는 1934년에 또다시 루마니아 공군에 10대가 납품되었지만, 이 기체는 연료탱크 투하장치 같은 몇 가지 장비가 부족해서 충분한 능력을 낼 수 없었다. b형의 개량형인 P.11b-L도 마찬가지로 불만족스러운 상태였다. 주고객인 폴란드 공군을 위한 최종 발전형인 P.11c는 동력계 뿐만이 아니라 기체 구조에도 개량이 있었다. 엔진의 설치 위치를 바꾸고 이에 따라 조종사의 전방 아래쪽 시야가 개선되었다. 동체 양쪽에는 2정의 기관총이 장착되었고 엔진은 1차 생산분 50대에는 600마력 머큐리 V S2, 나머지 기체에는 630마력 머큐리 VI S2가 탑재되었다.
P.11c는 1934년 여름에 원형기가 완성된 후 곧바로 주문을 받았다. 생산은 1936년에 25대가 만들어졌고, 모두 175대가 완성되어 1935년부터 폴란드 공군에 부대 배치가 시작되었다. P.11의 초기형을 써본 루마니아 공군은 전반적으로 만족하고 있었던 탓에 P.11c에도 흥미를 갖고 국내의 IAR 사에서 라이센스 생산을 하기로 결정했다. 1936년부터 70대가 만들어진 루마니아 생산 기체들은 610마력 놈-론 9Krse 엔진을 탑재하고 FN 브라우닝 기관총 4정으로 무장되어 P.11f라고 불리게 된다. 루마니아는 푸와프스키가 탄생시킨 이 전투기를 썩 마음에 들어헤서 더 나중에 개량된 PZL P.24도 면허 생산하기에 이른다. 훗날 루마니아가 독자적으로 개발해낸 자국산 전투기 IAR-80이나 IAR-81도 P.24의 발전형이나 다름 없었다.

## 수출
루마니아의 반응에 고무된 폴란드는 그 후 P.11의 수출 진로를 열고자 밀라노와 스톡홀름 에어쇼에 부스를 내며 판촉을 벌인 끝에 스페인으로부터 주문을 받을 수 있었다. 스페인 공화국은 처음에는 36대의 P.11e 구매 의향을 전했고, 1935년 10월 12일에, 15대 수출에 관한 계약이 체결되었다. 그러나 얼마 후 스페인 내전이 터지면서 프랑스의 폭동과 폴란드 정부의 불개입 정책 결정에 따라 이 계약은 파기되었다.
이처럼 일부 국가가 관심을 보였으나 결국 P.11은 더 이상 주문받을 수 없었다. 이 전투기가 실전에 배치된지는 고작 2년 밖에 지나지 않았으나 이 시기 항공기들은 그야말로 눈부신 스피드로 진화하고 있었기 때문이다. 따라서 그렇게도 관심을 보이던 불가리아와 그리스, 터키도 P.11이 아니라 그 발전형인 P.24를 도입하게 된다.

## 구식화
P.11은 1934년에 실전 운용이 시작되었을 무렵만 해도 의심할 나위없이 세계에서 가장 앞선 최첨단 전투기였지만, 그 무렵 항공 기술의 진보는 오늘날에는 상상할 수 없을 정도로 빨랐다. 등장하고 3~4년이면 곧바로 구식이 되어버리고 5년만 지나면 완전히 퇴물 취급을 당할 정도였는데, P.11처럼 단엽기 시대에 첫발을 내디딘 선구적인 항공기들은 도태가 더 빠를 수 밖에 없었던 것이다.

나치 독일이 150만의 병력을 이끌고 폴란드에 쳐들어온 1939년에 이 전투기는 이미 변명할 여지없이 구닥다리였다. 폴란드 침공 당시 공군에는 185대의 P.11이 주력 전투기로 배치되어 있었다. 폴란드도 1939년 5월에 P.11과 P.24를 대체할 P.50 야스트롬프의 설계에 착수하고 있었다. P.50은 인입식 랜딩기어와 밀폐식 조종석을 갖추고 무장과 엔진도 더 강력한 현대적인 단엽기로 큰 기대를 받고 있었으나, 이미 너무 늦어있었고, 공군 내부에서도 신형 전투기에 관한 의견이 엇갈리고 있었다.

당시 폴란드 공군의 관심사는 전투기가 아니라 폭격기에 쏠려 있어서 공군 사령관 루도밀 레이스키(Ludomił Rayski : 1892~1977) 장군은 쌍발 엔진의 중전폭기 PZL 38 뷜크의 개발과 경폭격기의 배치에만 열을 올리고 있었던 탓에, 그 결과 전투기 세력은 구형기를 약간 업그레이드한 것에 불과한 P.24가 주력을 차지하고 있었다. 물론 더 오래된 구형인 P.11도 여전히 일선에서 쓰이며 하루가 다르게 낡아가고 있었다. 어이없게도 폴란드 공군이 시간과 인력, 예산을 집중하며 개발하던 경폭격기들은 쓸만한 엔진을 구하지 못하거나 폭장량이 부족해 모두 실용화에 실패하고 말았고 유럽에 전운이 감돌던 1936년에 남겨진 것은 시대에 뒤처지고 낡아빠진 전투기들뿐이었다. 결국 당장 가진 게 그것밖에 없었던 폴란드 공군은 P.11 시리즈의 개량 작업에 계속 매달리게 된다.

시리즈의 궁극적인 개량형이 된 P.11g 코부스(Kobuz)는 보다 강력한 840마력짜리 머큐리 VIII을 탑재하고 KM Wz 36 기관총 4정을 갖춰 무장도 나아졌다. 이 엔진은 원래는 P.50을 위해 준비된 것으로 1936년부터 생산에 들어갔지만 수량이 충분하지는 않았다. 그렇지만 이처럼 출력을 대폭 강화해도 고정식 랜딩기어와 주날개 버팀대가 일으키는 큰 항력을 어쩔 수가 없었기에, 400 km/h 수준의 속도 밖에 낼 수 없었다. 이 정도 속도는 이미 대부분의 폭격기보다 느린 것으로, 분명 시대에 뒤떨어진 성능이었다. P.11g의 수출형은 P.24 같은 밀폐식 조종석을 갖추고 집합식 배기관 같은 소소한 개량이 더해졌지만, 다른 부분은 P.11c와 같은 것이었다. 이 형식은 420 km/h의 최고 속도를 발휘하는 전투기가 될 예정이었다.

인입식 착륙장치를 가진 저익 단엽기 개발에 한발 뒤처진 폴란드 공군은 P.11g를 90대 주문하고 1940년부터 생산할 예정이었는데, 이와 같은 어리석은 조치는 지금으로 따지면 주변국이 온통 스텔스 전투기로 무장하고 있는데 혼자서 재래식 전투기를 신규 생산하는 상황이나 마찬가지였다. 엎친데 덮친 격으로, 완성된 P.11g의 원형기는 390 km/h도 넘길 수 없었다. 폴란드 공군 수뇌부는 외통수에 걸린 장기말을 놓듯 결정을 해야만 했고, 결국 P.11g 배치를 밀고 나가는 악수를 두게 된다.

독일군이 폴란드 국경을 넘은 후, P.11g의 테스트는 루프트바페의 맹렬한 공습으로부터 피하기 위해 여러 비행장을 전전하게 된다. 하도 상황이 다급하다 보니, 그중 1대의 P.11g가 코벨(Kowel) 근교의 비행장에서 요격부대에 포함되었다. 9월 14일부터 9월 15일까지 헨리크 슈체즈니(Henryk Szczęsny : 1909~1996 / 9대 격추) 중위가 모는 P.11g는 용감하게 독일 공군기의 대편대를 덮쳐 2대의 하인켈 폭격기를 격추시켰다. 그렇지만 곧바로 비행장에 들이닥친 He 111 폭격기는 남아있던 P.11g를 전부 산산조각내고 불태워버렸다.

## 실전에서
폴란드 국내에 배치되어 있던 P.11b와 P.11c은 유럽 최강의 공군이라는 루프트바페를 상대로 싸웠지만, 그 성능 차이는 폴란드 공군의 엄격하고 혹독한 훈련과 조종사들의 감투 정신만으로 메꿀 수가 없는 것이었다. 몇 대의 P.11은 독일 공군기를 격추시키기도 했지만, 36대는 국경을 넘어 이웃 나라 루마니아로 탈출하는데 쓰이기도 했다.

한편, 루마니아 공군이 보유하고 있던 P.11은 추축군의 일원으로 소련 영내로 진격했다. 그들은 주로 우크라이나 전선과 백러시아 전선에서 사용되는 R-5 정찰기를 격추하고 I-16 전투기와 투폴레프 SB 폭격기에 손해를 입혔다. 우크라이나 체르니우치 기지까지 전개한 P.11a과 P.11c들은 전투기가 아니라 공격기로 소련 공군 기지에 대한 공격에 사용되었다. 물론 이 기체들도 더 성능이 나은 P.24와 IAR-81이 대신하게 된다.

## 최후
루마니아 공군의 P.11 전투기들은 우크라이나와 벨로루시 전선에서 2대가 소련군에게 포획되었는데, 이것들은 적군 파일럿들에 의해 시험 운용되었다. 폴란드에서 루마니아로 피난간 36대의 기체들은 처음에는 루마니아 공군에서 쓰이다가 나중에는 추축군 사이에서 돌아가며 쓰이게 되는 선심성 아이템으로 전락하게 된다.

헝가리의 부다페스트 기술대학에서는 글라이더 견인용으로 P.11a를 사용하고 있었지만, 나중에는 군용 훈련기로 사용되었다. 즉, 헝가리 공군의 기체들은 적어도 헝가리군이 붉은 군대의 일원이 된 1944년 가을까지도 일선에서 쓰이고 있던 것이다. 아마도 P.11처럼 세계 각국에서 스포트라이트를 모으며 기대받던 기종이 고작 몇 년만에 구박덩이로 전락해버린 예는 항공기 역사를 통틀어도 그리 흔하지는 않을 것이다. 목제 복엽기 시대에서 금속제 단엽기 시대로 이행하는 과도기의 틈바구니에서 냉엄한 현실에 직면하고 주저앉은 푸와프스키의 작품 P.11은 결국 단 한대도 비행 가능한 기체는 남지 않게 되었지만, 최근 2018년 폴란드에서 열린 에어쇼에서 원본 부품을 써서 똑같이 재현한 기체가 지상 활주 시범을 보이면서 폴란드 국민들에게 아련한 향수와 추억을 되새기게 해주었다.